# ATC kod V09
ATC kod V09 Dijagnostički radiofarmaceutici su terapeutska podgrupa sistema za anatomsko terapeutsko hemijsku klasifikaciju. Ovaj sistem alfanumeričkih kodova je razvio  za klasifikaciju lekova i drugih medicinskih proizvoda.  Podgrupa V09 je deo anatomske grupe V Ostalo.

Kodovi za veterinarsku upotrebu (ATCvet kodovi) se mogu formirati stavljanjem slova Q ispred humanih ATC kodova: QV09... 
Nacionalna izdanja ATC klasifikacije mogu da obuhvataju dodatne kodove koji nisu prisutni na ovoj listi.

## V09ACentralni nervni sistem

### V09AA Jedinjenja tehnecijuma (99m)
V09AA01 Tehnecijum (99m) eksametazim
V09AA02 Tehnecijum (99mTc) bicisat

### V09AB Jedinjenja joda (123)
V09AB01 Jod jofetamin (123)
V09AB02 Jod joloprid (123)
V09AB03 Jod joflupan (123)

### V09AX Drugi dijagnostički radiofarmaceutici centralnog nervnog sistema
V09AX01 Indijum (111) pentetinska kiselina
V09AX03 Jod (124I) 2β-karbometoksi-3β-(4-jodofenil)-tropan

## V09BSkeleton

### V09BA Jedinjenja tehnecijuma ()
V09BA01 Tehnecijum oksidronska kiselina
V09BA02 Tehnecijum medronska kiselina
V09BA03 Tehnecijum pirofosfat
V09BA04 Tehnecijum butedronska kiselina

## V09CUrinarni sistem

### V09CA Jedinjenja tehnecijuma ()
V09CA01 Tehnecijum pentetinska kiselina
V09CA02 Tehnecijum sukcimer
V09CA03 Tehnecijum mertiatid
V09CA04 Tehnecijum gluceptat
V09CA05 Tehnecijum glukonat

### V09CX Drugi dijagnostički radiofarmaceutici urinarnog sistema
V09CX01 Natrijum jodohipurat (123)
V09CX02 Natrijum jodohipurat (131)
V09CX03 Natrijum jotalamat (125)
V09CX04 Hrom (51) edetat

## V09DHepatičkiiretikuloendotelni sistem

### V09DA Jedinjenja tehnecijuma (99m)
V09DA01 Tehnecijum (99mTc) disofenin
V09DA02 Tehnecijum (99mTc) etifenin
V09DA03 Tehnecijum (99mTc) lidofenin
V09DA04 Tehnecijum (99mTc) mebrofenin
V09DA05 Tehnecijum (99mTc) galtifenin

### V09DB Tehnecijum (99mTc), čestice ikoloidi
V09DB01 Tehnecijum nanokoloid
V09DB02 Tehnecijum mikrokoloid
V09DB03 Tehnecijum milimikrosfere
V09DB04 Tehnecijum kalajni koloid
V09DB05 Tehnecijum sumporni koloid
V09DB06 Tehnecijum renijumsulfidni koloid
V09DB07 Tehnecijum fitat

### V09DX Drugi dijagnostički radiofarmaceutici hepatičkog i retikulo endotelnog sistema
V09DX01 Selenijum (75Se) tauroselholinska kiselina

## V09ERespiratorni sistem

### V09EA Inhalanti tehnecijuma ()
V09EA01 Tehnecijum pentetic kiselina
V09EA02 Tehnecijum (99mTc) tehnegas
V09EA03 Tehnecijum nanokoloid

### V09EB Čestice tehnecijuma () za injekciju
V09EB01 Tehnecijum makrosalb
V09EB02 Tehnecijum microspheres

### V09EX Drugi dijagnostički radiofarmaceutici respiratornog sistema
V09EX01 Krypton gas
V09EX02 Ksenon gas
V09EX03 Ksenon gas

## V09FŠtitasta žlezda

### V09FX Razni tiroidni dijagnostički radiofarmaceutici
V09FX01 Tehnecijum pertehnetat
V09FX02 Natrijum jodid (123)
V09FX03 Natrijum jodid (131)
V09FX04 Natrijum jodid (124)

## V09GKardiovaskularni sistem

### V09GA Jedinjenja tehnecijuma ()
V09GA01 Tehnecijum sestamibi
V09GA02 Tehnecijum tetrofosmin
V09GA03 Tehnecijum teboroksim
V09GA04 Tehnecijum ljudski albumin
V09GA05 Tehnecijum furifosmin
V09GA06 Tehnecijum stannous agent labelled cells
V09GA07 Tehnecijum apcitide

### V09GB Jedinjenja joda (125)
V09GB01 Fibrinogen (125)
V09GB02 Jod (125I) ljuski albumin

### V09GX Drugi dijagnostički radiofarmaceutici kardiovaskularnog sistema
V09GX01 Talijum (201) hlorid
V09GX02 Indijum (111In) imciromab
V09GX03 Hrom (51Cr) obeležene ćelije

## V09HInflamacioniiinfektivnidetekti

### V09HA Jedinjenja tehnecijuma ()
V09HA01 Tehnecijum ljudski imunoglobulin
V09HA02 Tehnecijum eksametazim obeležene ćelije
V09HA03 Tehnecijum antigranulocitno antitelo
V09HA04 Tehnecijum sulesomab

### V09HB Jedinjenja indijuma (111)
V09HB01 Indijum (111In) oksinatom obeležene ćelije
V09HB02 Indijum (111In) tropolonatom obeležene ćelije

### V09HX Drugi dijagnostički radiofarmaceutici inflamaciju i detekciju infekcije
V09HX01 Galijum (67) citrat

## V09I Detekcijatumora

### V09IA Jedinjenja tehnecijuma ()
V09IA01 Tehnecijum antiKarcinoEmbrionskiAntigen antitelo
V09IA02 Tehnecijum antimelanomsko antitelo
V09IA03 Tehnecijum pentavalentni sukcimer
V09IA04 Tehnecijum votumumab
V09IA05 Tehnecijum depreotid
V09IA06 Tehnecijum arcitumomab
V09IA07 Tehnecijum hinik-oktreotid

### V09IB Jedinjenja indijuma ()
V09IB01 Indium pentetreotid
V09IB02 Indium satumomab pendetid
V09IB03 Indium antiovarijumkarcinomsko antitelo
V09IB04 Indium kapromab pendetid

### V09IX Drugi dijagnostički radiofarmaceutici za detekciju tumora
V09IX01 Jobenguan (123)
V09IX02 Jobenguan (131)
V09IX03 Jod (125I) CC49-monoklonalno antitelo
V09IX04 Fludeoksiglukoza (18)
V09IX05 Fluorodopa (18)
V09IX06 Natrijum fluorid (18)
V09IX07 Fluorometilholin (18)
V09IX08 Fluoroetilholin (18)

## V09X Drugi dijagnostički radiofarmaceutici

### V09XA Jodna (131I) jedinjenja
V09XA01 Jod (131) norholesterol
V09XA02 Jodoholesterol (131)
V09XA03 Jod (131) ljudski albumin

### V09XX Razni dijagnostički radiofarmaceutici
V09XX01 Kobalt (57) cijanokobalamin
V09XX02 Kobalt (58) cijanokobalamin
V09XX03 Selenijum (75) norholesterol
V09XX04 Feri (59) citrat